# Leviathan (Mythologie)

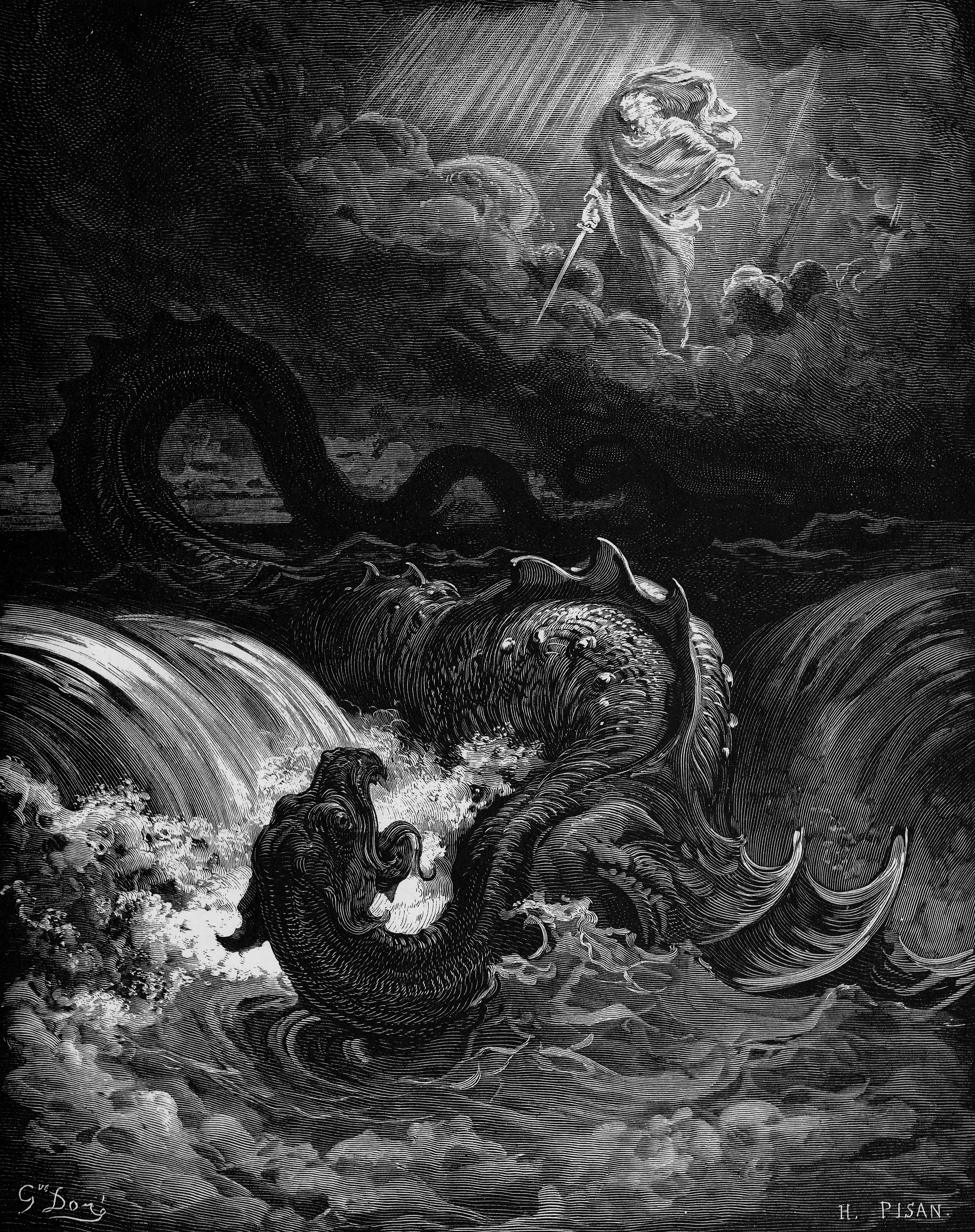
Die Vernichtung des Leviathan, Gravur von Gustave Doré (1865)

Leviathan (Betonung [leˈvi̯aːtan] oder [levi̯aˈtaːn], hebräisch לִוְיָתָן liwyatan „der sich Windende“) ist ein kosmisches Seeungeheuer aus der jüdischen Mythologie. Der Leviathan soll am Ende der Welt von Gott besiegt werden. In der arabischen Literatur taucht er als Bahamut auf, der die Welt – um ihr einen letzt vorstellbaren Halt zu bieten – auf seinem Rücken trägt. Vom Christentum wiederum wurde das Symbol des Leviathans als dämonische Instanz des Bösen übernommen, die dennoch im Auftrag des Guten (Gottes) agiert: Er verschlingt die Sünder am Tag des Jüngsten Gerichts. Eine ähnliche Vorstellung findet sich in der Gnosis. Dort umfasst er die Welt wie eine Sphäre und verleibt sich die Seelen jener ein, die den materiellen Verhältnissen zu sehr anhaften. So können diese Seelen den jenseits gelegenen Bereich der Fülle Gottes, von dem alles Gute ausströmt, nicht erreichen.
Bei Hobbes schließlich wird der Leviathan zu einer Metapher der staatlichen Allmacht, die sich dadurch aufrechterhält, dass sie Generation um Generation alle Kinder in ihrem Sinne formt. Diese Vorstellung einer sich von ihren stetig neugeformten Bürgern „nährenden“ Macht basiert auf einem Konzept der das kindliche Gedächtnis mechanizistisch prägenden Erziehung. Dieser liegt ein Gut-Böse-Dualismus zugrunde: ein hypothetisches Naturgesetz, demzufolge der Mensch dem Menschen ein Wolf sei und die zwecks Eindämmung der entsprechend erschreckenden Verhältnisse pädagogisch vermittelten Gesetze des Staates als Leviathan.

## Vorbiblische Zeit

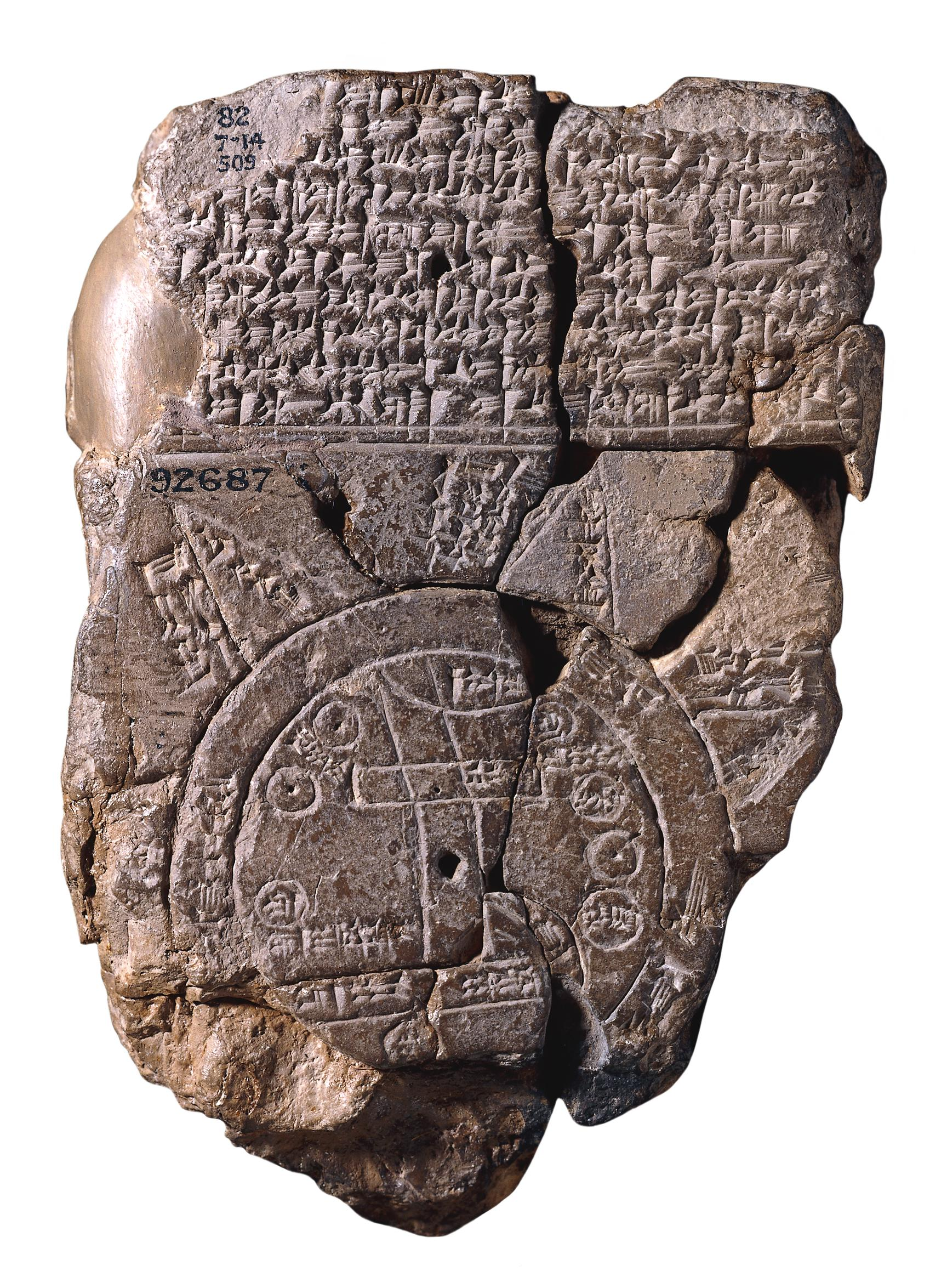
Babylons Weltkarte. Der Gürtel zeigt das die Erde umgebende „bittere“ Weltmeer Tiamat, die Dreiecke hohe Gebirge, darunter ein Berg in Urartu, auf dem die Arche des babylonischen Noahs wieder Land fand.

Grundlage der Vorstellung vom Leviathan sind altmesopotamische Mythen. Im Kulturkreis Babylons wird die Salzwassergöttin Tiamat erwähnt. Teils drachengestaltig vorgestellt, war sie auch der „bittere Fluß“, das Salzwasserweltmeer, das das Festland auf der ältesten bekannten Weltkarte an dessen Rand rings umfließt. Gepaart mit dem kosmischen Süßwasserozean Apsu geriet Tiamat in schwere Kämpfe mit jüngeren Göttern; erst Babylons Gründergott Marduk habe sie endgültig überwunden. An den Rändern der getöteten Urgöttin errichtete er feste Wohnstätten für seine verbündeten Götter und erschuf die ersten, diesen ehrfürchtig Anbetung und Nahrungsopfer darbringenden, Menschen.
In der ugaritischen Mythologie gelang es dem Götterpaar Ba’al und Anath, das aufgrund einer uralten Zahlenmystik siebenköpfige Seeungeheuer Lotan zu besiegen; über variierende Erzählungen ist es gleichgesetzt mit dem Meeresgott Yam, einem Synonym des Fließens, allgemein aller Wasser.
Der Titel Baal bezeichnet meist den jeweils höchsten Gott der verschiedenen Lokalmythen Mesopotamiens, die über die Erzählung des Sturmgottes Adad bis nach Enlil zurückreichen. Analog der Luft als das den Körper animierende Lebenselement, welches man dieser Vorstellung gemäß mit dem Tode wieder „aushaucht“, gilt den sumerischen Mythen Enlil als machtvoller Geist, der die Erde inmitten des Apsus erschuf. Enlil heftete ihr oben eine Atemluftblase (Atmosphäre) an und wurde hernach zur führenden Instanz einer Organisation aus insgesamt drei männlichen Göttergruppen (Anunnaki). Spezialisiert auf verschiedene Gebiete verwandelten diese Gruppen die mesopotamische Steppe Eden in eine fruchtbare Kulturlandschaft. Dabei wurden sie von den 7 göttlichen Mutterleibern unter Führung der Erd-Urmutter Ninḫursanga, welche die wichtige Aufgabe der Reproduktion übernahm, begleitet.
In dieser während des Neolithikums entwickelten, ältesten bekannten, Hochkultur der Menschheit entstanden die Keime praktisch aller biblischen Urmythen: Nicht nur die Erschaffung des Garten Eden und eines ersten Menschenpaares stammen von dort her, sondern auch die Sintflut, welche Enlil entfesselte, indem er die im Himmel eingelassenen Schleusentore zum kosmischen Urozean öffnete. Grundlagen dieser im Athrahasis-Epos zusammengefassten Mythen sind eine zunehmende Überbevölkerung seitens der ursprünglich als Arbeitssklaven erschaffenen Menschen sowie weitere möglicherweise reale Katastrophen (z. B. Epidemien, Dürren, Megafluten infolge Abschmelzen glazialer Eispanzer). Die wenigen Überlebenden empfanden diese Ereignisse – wie mythisch Noahs Familie – als von erzürnten Göttern beabsichtigte Vernichtungsversuche.

## Biblisch-talmudische Tradition

### Herkunft
Nach Ps 104,26  erschuf Gott den Leviathan im Urozean, um mit ihm „zu spielen“ (Einheitsübersetzung aus dem Hebräischen). Nach dem Kapitel Avoda Zara des babylonischen Talmuds pflegt Gott dies in den letzten drei Tagesstunden zu tun, nachdem er die Tora studiert, die Welt genährt und über sie gerichtet hat. Damit wird theologisch die Macht und Souveränität des biblischen Gottes veranschaulicht, für den das furchterregende Wesen der altmesopotamischen Mythologie quasi ein Spielzeug darstellt, das er nach Belieben, oft zur Bestrafung der aus seiner Sicht sündigen Menschen, einsetzen kann.
Nach anderen Übersetzungen spielt nicht Gott mit dem Leviathan, sondern dieser im Meer bzw. mit den Schiffen.

### Jüdische Bibel
Der Leviathan kommt in der Tora bei Hiob und im Buch der Psalmen als Fabeltier, als kosmischer Drache vor. Vor allem trägt er dort die Züge eines Krokodils, daneben aber wird seine Gestalt als die eines Wals oder einer Schlange beschrieben. Dementsprechend erwähnen ihn manche der Übersetzungen auch nur mit dem Namen eines dieser Tiere. Andere Interpretationen wiederum fassen ihn als allegorische Figur zur Darstellung der vernichtenden Kraft des Meeres auf, in welchem oder mit dem Gott spielen würde.
Als explizit kosmischer Ozean (die Bewegungen der Schlange gleichen einem wellenförmigen Fließen) auf ein anderes Element verweisend als das Landtier Behemoth und der die Lüfte durchstreifende Vogel Ziz, nimmt diese Auffassung Bezug auf den sagenhaften Augenblick kurz vor der Erschaffung von Himmel und Erde: und zwar auf das zu Beginn der Bibel beschriebene Schweben des Geistes Gottes auf den Wassern. Auch die weiteren Parallelen mit dem sumerischen Originalmythos sind frappant: Wie einst Enlil, so taucht nun der biblische Jehova in den (vermutlich) wie eine Kugel vorgestellten kosmischen Süßwasser-Ozean ein, zertrennt Anteile desselben nach Luft und Erde, erschafft oben die Lichter des Himmels und binnen 5 weiterer Tage alle Lebewesen, um sich am 7. Tage von seiner schweren, in jeder Hinsicht wohlgelungenen, Arbeit zu erholen.
Von einem Versagen oder gar einer Bosheit – wie dem Leviathan zugeschrieben – gibt es im Kapitel 1 der Genesis noch keine Spur: zum erstmaligen Erscheinen von beidem auf Erden müssen im Kapitel 2 zunächst Adam und Eva erschaffen und zusätzlich ein Verbot verhängt worden sein (das der Berührung des Baumes der Erkenntnis), gegen das von ihnen verstoßen werden kann. Als boshafter Verführer Evas tritt die Schlange auf, mythisch das listigste aller Tiere.
Der seinerseits mit den Schuppen der Schlange und einem vor Bosheit verhärteten Herzen ausgestattete Leviathan wird detailliert im Buch Hiob  beschrieben: dort gilt seine unbesiegbare Stärke als Sinnbild einer Macht, gegen die sich Hiob in seiner Verzweiflung aufzulehnen beginnt:

„Kannst du den Leviathan ziehen mit dem Haken und seine Zunge mit einer Schnur fassen? […] Wenn du deine Hand an ihn legst, so gedenke, daß es ein Streit ist, den du nicht ausführen wirst. […] Niemand ist so kühn, daß er ihn reizen darf; […] Wer kann ihm sein Kleid aufdecken? Und wer darf es wagen, ihm zwischen die Zähne zu greifen? […] Seine stolzen Schuppen sind wie feste Schilde, fest und eng ineinander. […] Aus seinem Munde fahren Fackeln, und feurige Funken schießen heraus. […] Die Gliedmaßen seines Fleisches hängen aneinander und halten hart an ihm, daß er nicht zerfallen kann. Sein Herz ist so hart wie ein Stein […] Wenn er sich erhebt, so entsetzen sich die Starken […] Wenn man zu ihm will mit dem Schwert, so regt er sich nicht […] Er macht, daß der tiefe See siedet wie ein Topf […] Auf Erden ist seinesgleichen niemand; er ist gemacht, ohne Furcht zu sein. Er verachtet alles, was hoch ist“

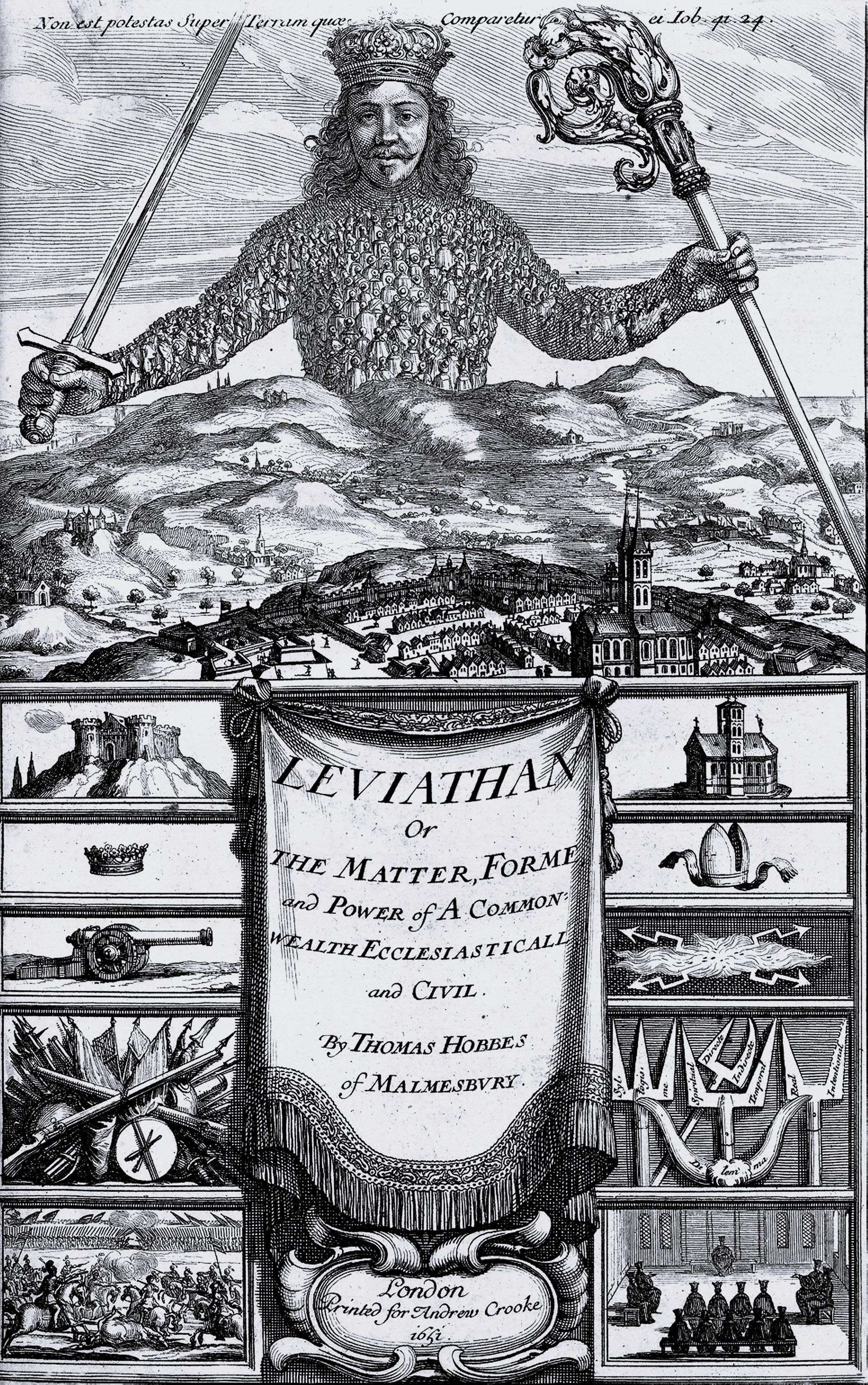
Hobbes Leviathan. Sein Leib besteht aus Menschen, die dem Gesellschaftsvertrag zugestimmt haben.

Als Hiob im Aufbegehren gegen das „Schicksal“, das ihm Gottes grausamer Wettstreit mit dem Satan um seine Seele auferlegt, den Tag seiner Geburt zu verfluchen wagt, erwähnt er den Leviathan als gefürchtetes Symbol der Gewalt, welche die Priester heraufbeschwören und beschwichtigen können. Nämlich ein ungeheuerlicher Drache, der immer frustriert und bedrohlich wird, falls ein Kind tot geboren wird, da er dann nichts zu fressen bekommt. So verfluchen die Priester den Unglückstag im Bemühen, das Ungeheuer mit Futter zu versorgen (Hiob 3,8).
Hier stellt der Leviathan einen monströsen Kinderfresser dar, die Priester wiederum eine Kaste von Männern, die diese Art Glauben pflegen und mittels religiöser Erziehung unter dem Volk verbreiten, um es im Sinne der von ihnen konzipierten Gesellschaftsordnung (Früh-Feudalismus) zu lenken.

### Vernichtung durch Gott
Da jegliches menschliche Mühen vor einem derartigen Ungeheuer zuschanden werden muss (Hi 3,8 ), bleibt es Gott selbst vorbehalten, am Ende der Zeit den Leviathan zu besiegen. Nach Ps 74,14  wird er „ihm den Kopf zermalmen“, nach Jes 27,1  diesen „mit seinem harten, großen, starken Schwert […] töten“, nach anderer Übersetzung auch erwürgen. Nach dem Traktat Moed Katan im babylonischen Talmud schließlich wird der Leviathan aus dem Meer geangelt wie ein gewöhnlicher Fisch.

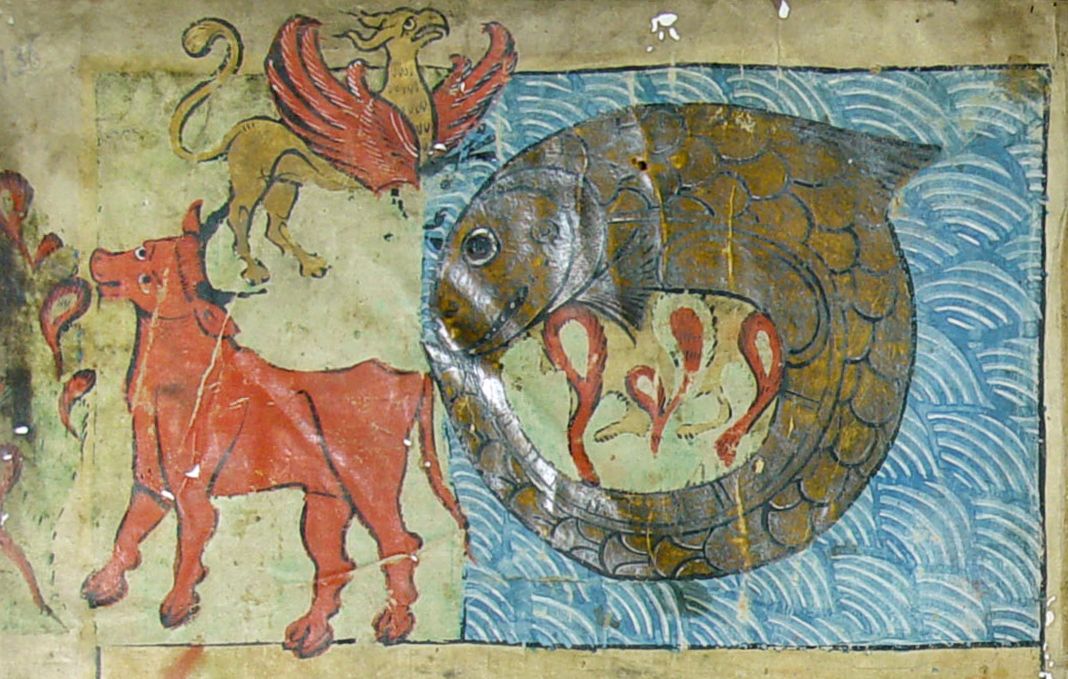
Die Ungeheuer Behemoth (links), Leviathan (rechts) und Ziz (oben), Bibelillustration (Ulm 1238)

Nach einer üblicherweise zum Schawuot vorgetragenen Hymne namens Akdamut bzw. dem Talmud-Traktat Bava Bathra kommt es nach der Schlacht von Harmagedon am Ende der Zeiten zu einem Kampf zwischen den Ungeheuern Leviathan und Behemoth, bei dem dieser seinen Widersacher mit den Hörnern aufzuspießen versucht, während Leviathan mit seinen Flossen nach dem Landungeheuer schlägt.
Schließlich wird Gott der Herr beide Ungeheuer mit seinem mächtigen Schwert erschlagen und das Fleisch der beiden gemeinsam mit dem des Vogels Ziz den Rechtschaffenen zur Speise geben. Aus ihrer Haut indes wird er ihnen Zelte und Baldachine machen. Dementsprechend enthält das Sukkot-Gebet den Wunsch, dass man in einer mit der Haut des Leviathans bespannten Laubhütte zusammenkommen möge.

### Apokryphen
Aus diesen biblischen Traditionen schöpfen die Apokryphen das Motiv des Leviathans als weibliches Fabelwesen, das gemeinsam mit seinem männlichen Gegenstück Behemoth von Gott zur Züchtigung der Menschen gesandt wird (1. Hen 59,7 ff.). Während letzterer die Wüste beherrscht, ruht Leviathan auf dem Meeresgrund. Am Ende werden beider Opfer durch Gottes Gnade errettet (1. Hen 60,7).
In der Apokalypse des Abraham betrachtet Abraham in einer Vision die Welt und sieht sie auf dem Leviathan liegend. Mit dessen Vernichtung gehe dann auch die Welt zu Ende.

## Christliches Mittelalter
In christlicher Zeit und Kultur wird Leviathan mit dem Teufel in Verbindung gebracht, aber auch als Allegorie für Chaos und Unordnung, für Gottferne und Sündhaftigkeit der Menschen aufgefasst. Für Thomas von Aquin und den Jesuiten Peter Binsfeld repräsentiert er als Dämon des Neides eine der sieben Todsünden. In der angelsächsischen Kunst (ab etwa 800) wurde der Leviathan als Höllenschlund dargestellt; als tierisches Monster, welches der Satan am jüngsten Gericht mit den Verdammten füttert.

## Gnosis und ähnliche Glaubensvorstellungen
Origenes schrieb über eine gnostische Sekte, die er, aufgrund der zugeschriebenen Verehrung der biblischen Schlange, als Ophiten bezeichnet. Dem Leviathan kommt die Rolle der Weltenseele zu, welche die gesamte materielle Welt umfasst und diese von dem göttlichen Reich trennt. Nach dem Tode würde die Seele durch die sieben himmlischen Sphären der Archonen reisen. Gelingt dies der Seele nicht, wird sie von einem Archonen in Drachengestalt verschlungen und in Form eines Tieres in die Welt zurückgebracht – eine Darstellung, die dem zuvor genannten Leviathan gleicht. Ob die Ophiten den Leviathan mit der Schlange im Garten Eden identifiziert haben, ist unklar. Da der Leviathan und die physische Welt negativ konnotiert sind, ist dies unwahrscheinlich. Eine weitere Möglichkeit wäre, dass die Schlange durchaus als böse anzusehen war, aber einen guten Ratschlag gegeben hatte. Demnach wäre es möglich, dass der Leviathan, aufgrund von dessen Identifikation als Weltenseele, nur fälschlicherweise als göttlich interpretiert wurde.
Im Mandäismus wird der Leviathan auch Ur genannt.
Im Manichäismus, einer von den Vorstellungen der Gnosis beeinflussten Religion, wird der Leviathan von einem der Söhne des gefallenen Engels Samyaza, einem der biblischen Riesen der Vorzeit, getötet. Der Akt wird allerdings nicht glorifiziert, sondern zeigt die größten erreichbaren Siege im Leben als vergänglich, reflektiert die manichäische Kritik an königlicher Macht und rät zur Askese.

## Neuzeit und Gegenwart

Behemoth and Leviathan von William Blake (zwischen 1757 und 1827)

### Leviathan als Metapher für Allmacht
Das mythologische Ungeheuer hat Thomas Hobbes zum Titel seiner berühmten staatsphilosophischen Schrift Leviathan (1651) angeregt, welche die von Hobbes postulierte Allmacht des Staates mit der Unbezwingbarkeit des biblischen Ungeheuers vergleicht. In neuerer Zeit wird auch den Finanzmärkten oder der Natur (Vulkanausbrüche, Erdbeben, Tsunami) eine derartige Rolle zugeschrieben.

### In der Literatur
Im Oratorium Die Schöpfung von Joseph Haydn (Text: Gottfried van Swieten) wird der Leviathan als Beispiel für die Tiere des Wassers genannt: „Vom tiefsten Meeresgrund – wälzet sich Leviathan – auf schäumender Well’ empor“.
Der Leviathan-Stoff wurde vielfach in literarischen Werken aufgegriffen und verarbeitet. Recht detailgetreu an die biblisch-talmudische Überlieferung lehnt sich die Beschreibung des Leviathans in Heinrich Heines Gedicht Disputation aus seinem Zyklus Romanzero an. „Rabbi Juda“ versucht seinem Gegner, dem Franziskaner „Frater José“, die Vorzüge des Judentums nicht zuletzt anhand von „unseres Herrgotts Lieblingsfisch“ zu veranschaulichen. „In weißer Knoblauchbrühe […] gesotten“ werde sein Fleisch „den frommen Auserwählten“ beim Gastmahl am Ende der Zeiten „delikater als Schildkröten“ munden.
Der Roman Moby Dick von Herman Melville setzt Leviathan mit einem Wal gleich. Freier verarbeitet wurde das Leviathan-Motiv etwa in den Romanen von Julien Green, Joseph Roth oder Paul Auster.
In seinem Libretto für Darius Milhauds Oper Christophe Colomb (1930) erwähnt Paul Claudel den Leviathan und seinen Gegenspieler Behemoth als Urgewalten der Natur während einer stürmischen Überfahrt über den Atlantik.
In seinem Essay Der Waldgang aus dem Jahre 1951 vergleicht Ernst Jünger die moderne, bürokratisierte und automatisierte Welt mit einem hochtechnisierten Kreuzfahrtschiff, das sich für seine Passagiere auch zum Leviathan entwickeln könne. Damit spielt er auf die Tendenz moderner Massengesellschaften zum Totalitarismus sowie dessen Folgen an.
Auch in George R. R. Martins Epos Das Lied von Eis und Feuer wird er als größter Schrecken des „zitternden Meeres“ betitelt.
Im Roman Not Forgetting the Whale von John Ironmonger dient den Einwohnern zweier Ortschaften ein gestrandeter Wal als Festspeise in höchster Not. Der Roman nimmt mehrfach Bezug auf den Leviathan und zitiert das Buch Hiob.
Der erste Roman der Reihe The Expanse von James S. A. Corey trägt den Titel Leviathan erwacht. Der Leviathan steht hier für eine neue außerirdische Macht, die am Ende des Romans aktiviert wird. Der neunte und letzte Roman der Reihe trägt den Titel Leviathan fällt.

### Im Film
In der britischen Horrorfilmreihe Hellraiser gilt Leviathan als Herrscher einer labyrinthartig aufgebauten Hölle und wird im zweiten Teil der Reihe von dessen Dienerin Julia (Clare Higgins) als „Gott des Fleisches, des Hungers und der Begierde“ bezeichnet.
Der US-amerikanische Horrorfilm Leviathan von Regisseur George Pan Cosmatos aus dem Jahr 1989 spielt auf einem gesunkenen Frachter, der den Namen Leviathan trägt.
Der Leviathan findet in der japanischen Fernsehserie Yu-Gi-Oh! aus dem Jahr 1998 Verwendung.
In der Science-Fiction-Fernsehserie Farscape ist ein Leviathan namens Moya ein lebendes, biomechanisches Raumschiff, in dessen innerem Raum die Besatzung lebt.
Im Disney Zeichentrickfilm Atlantis – Das Geheimnis der verlorenen Stadt aus dem Jahr 2001 ist der Leviathan eine gigantische Maschine, welche den Eingang zu Atlantis bewacht.
In der Fantasy-Serie Supernatural spielen die Leviathane eine wichtige Rolle im Kampf zwischen Gut und Böse. Darin sind sie als Gottes erste Bestien beschrieben, die er noch vor den Menschen und Engeln erschuf. Wegen der Leviathane hat Gott das Fegefeuer erschaffen.
Der experimentelle Dokumentarfilm Leviathan von Lucien Castaing-Taylor und Véréna Paravel vom Harvard Sensory Ethnography Lab aus dem Jahr 2012 beschäftigt sich mit der industriellen Fischerei und zeigt die Vorgänge auf einem amerikanischen Fischerboot.
Das russische Spielfilmdrama Leviathan von 2014 spielt in seinem Titel auf die Allmacht der russischen Obrigkeit, bestehend aus Staat, Verwaltung und Kirche an, die im Film kritisch beleuchtet wird.
Im Film Pirates of the Caribbean wird ein Schiff der East India Trading Company als Leviathan bezeichnet.

### Trivia

#### Videospiele
Bei Warhammer 40.000 gibt es eine Schwarmflotte der Tyraniden namens Leviathan.
Das Pokémon Kyogre aus der Pokémon-Videospielreihe beruht auf dem Leviathan.
Der Leviathan findet in Computerspielen wie EVE Online, Dragon Quest IX, StarCraft II, Borderlands, Final Fantasy, Mass Effect 3, Aura Kingdom, World of Warcraft und Subnautica Verwendung.
In dem Videospiel The Binding of Isaac ist "Leviathan" eine mögliche Transformation.
Im Videospiel Subnautica ist "Leviathan" eine Größen- oder Gewichtsklasse, welche gefährliche, dem Spieler überlegene Seemonster – meist in der Form von schlangenähnlichen Wesen – darstellt.

#### Musik
Im Jahr 1990 veröffentlichte die in Wolfsburg gegründete Thrash-/Death-Metal-Band Protector ihre vierte Studioproduktion unter dem Namen "Leviathan's Desire" als Mini-Album.
Die US-amerikanische Heavy-Metal-Band Mastodon aus Atlanta veröffentlichte unter dem Namen "Leviathan" im August 2004 ihr zweites Studioalbum.
Die Power-/Folk-Metal-Band Alestorm (ehem. Battleheart) aus Perth veröffentlichte im Jahr 2008 ihre erste EP unter dem Titel "Leviathan".
Die deutsche Folk-Band Mr. Hurley & die Pulveraffen aus Osnabrück, veröffentlichte im August 2019 ihr fünftes Studioalbum, welches den Namen Leviathan trägt und einen titelgebenden Track, zu dem es auch ein Musikvideo gibt, enthält.
Die dänische Rock-Band Volbeat aus Kopenhagen veröffentlichte im August 2019 ihr siebtes Album mit dem Titel Rewind, Replay, Rebound, welches einen Song mit dem Titel Leviathan enthält. Im Song wird der Leviathan als alter Freund dargestellt, welcher gerufen wird, um die Welt von allem Bösen zu befreien.
Unter dem Namen "Leviathan" veröffentlichte die schwedische Symphonic-Metal-Band Therion aus Stockholm im Januar 2021 das 21. Album der Bandgeschichte mit dem gleichnamigen dritten als titelgebendem Song.
Gemeinsam mit Robert Fripp (Mitglied von King Crimson) veröffentlichte die Electro Dance Band The Grid im Juni 2021 ihr sechstes Album "Leviathan" als Multimedia-Datenträger (CD und DVD).

#### Sonstiges
Im Sammelkartenspiel Magic: The Gathering stellen Leviathane einen eigenen Kreaturentyp mit hohen Angriffs- und Widerstandswerten dar. Auf den Illustrationen werden sie – angelehnt an biblische Vorlagen – häufig als Mischwesen mit Anteilen aus Fischen, Drachen oder Schlangen dargestellt.
Im Jahr 1994 wurde in Polen eine Einzelhandelskette unter dem Markennamen Lewiatan gegründet.
In der Vertigo-Comicserie The Unwritten aus dem Jahr 2009 ist der Leviathan eine zentrale Kraft.
Am 6. Mai 2012 eröffnete im Freizeitpark Canada’s Wonderland eine 93 Meter hohe Achterbahn mit dem Namen Leviathan, die das mythologische Seeungeheuer zum Thema hat.
Die Firma Lego hat im Jahr 2018 in der Reihe IDEAS ein Flaschenschiff mit dem Namen Leviathan herausgebracht (Setnummer 21313). Das Modell wurde von Jake Sadovich entworfen.